# انجيلا بوي
انجيلا «انجي» بوي (بالإنجليزية: Angela Bowe) مواليد (25 سبتمبر، 1949) قبرصية-أمريكية اسمها الحقيقي «ماري انجيلا بارنيت», عرفت كممثلة، عارضة ازياء وموسيقية. تزوجت بالموسيقي ديفيد بوي حتى طلاقهما عام 1980؛ وكان لهما ابناً اسمه دنكان جونز.

## النشأة والتعليم
ولدت «ماري انجيلا بارنيت» مواطنة الولايات المتحدة في قبرص 25 سبتمبر 1949. من اصول بريطانية وبولندية، وتربت على الديانة المسيحية الكاثوليكية، لها أخاً أكبر ولد عام 1945. والدها «الكولونيل جورج بارنيت» محارباً قديماً في القوات البرية للولايات المتحدة. كان مهندس تعدين في مؤسسة التعدين القبرصية. امها «هيلينا ماريا جالاس» وتوفي كلا ابويها عام 1984.
درست في قبرص، سويسرا والمملكة المتحدة (جامعة كينغستن), وارتادت جامعة كنيتكت لفترة حتى طردت منها.

## الحياة المهنية

### السينما والتلفزيون
ادت تجربة اداء لدور رئيسي لفيلم تليفزيوني بعنوان (وندر ومن) لـ (هيئة الإذاعة الأمريكية) الذي بث في 12 مارس 1974 لكنها خسرت الدور لممثلة أخرى. في عام 1975 اشترت انجيلا الحقوق التلفزيونية لشخصية (بلاك ودوو) و (ديرديفل) من (مارفل كومكس) املاً بتطوير برنامج تلفزيوني يجمع الشخصيتين. لعبت انجيلا دور (بلاك ودوو) ولعب بين كارثرس دور (ديرديفل) وعلى الرغم من تصوير عدة مشاهد لم يعبر البرنامج مرحلة الإنتاج. في 5 يناير 2016 اشتركت انجيلا ببرنامج (سيلبرتي بيغ برثر) وسمعت بتوفي زوجها السابق وهي بالبرنامج، في بداية ارادت البقاء بالبرنامج لكنها قررت ترك البرنامج بعد ذلك في 19 يناير.

### الكتابة
كتبت انجيلا سيرتان ذاتيتان (فري سبيريت، Free Spirit) عام 1981 وتضمنت اشعاراً. فضلاً عن كتابها الأكثر مبيعاً، ما وراء الكواليس: الحياة على الجانب البري مع ديفيد بوي نشر عام 1993 وحدث عام 2000. كما نشرت في 2014 كتابا عن الجنس بعنوان (Pop Sex), وكتب تلوين بعنوان (Cat-Astrophe).

### الصحافة
عملت انجيلا كصحافية مهتمة بقضايا المتحولين جنسياً وعملت كمراسل جوال لمجلة (فروك), في عام 2002 كتبت كتيباً بعنوان (ازدواجية الميول الجنسية).

## الحياة الشخصية
التقت بالموسيقيديفيد بوي في لندن عام 1969 بعمر 19 سنة. وتزوجت بديفيد بعد عام من لقائهما في 19 مارس 1970 في بروملي، لندن. وفي 30 من مايو 1971 ولد ابنهما (دنكان جونز) أو (دنكان زوي هايوود جونز) ويعرف بـ (جو) أو (جوي). انفصل ديفيد وانجيلا بعد تسع سنين من زواجهما في 8 فبراير 1980. كان لها علاقة طويلة مع الموسيقي (درو بلود) وكانت لهم بنت (ستايسي) عاشت مؤخراً في (توسون)

## تسجيدات سينمائية
جسدت انجيلا شخصية سميت (ماندي) لعبت دورها (توني كوليت) في الفلم (منجم ذهب مخملي) عام 1998.

## روابط خارجية
- انجيلا بوي على موقع IMDb (الإنجليزية)
- انجيلا بوي على موقع ميوزك برينز (الإنجليزية)
- انجيلا بوي على موقع ميوزك برينز (الإنجليزية)
- انجيلا بوي على موقع قاعدة بيانات برودواي على الإنترنت (الإنجليزية)
- انجيلا بوي على موقع قاعدة بيانات برودواي على الإنترنت (الإنجليزية)
- انجيلا بوي على موقع قاعدة بيانات الأفلام السويدية (السويدية)
- انجيلا بوي على موقع ديسكوغز (الإنجليزية)
- انجيلا بوي على موقع قاعدة بيانات الفيلم (الإنجليزية)
- انجيلا بوي على موقع كينوبويسك (الروسية)